# 开放数据库许可证

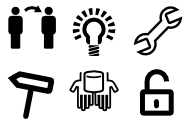
ODbL摘要圖示：
你可以自由地：分享、建立、修改；
但要遵守：標示、以相同方式分享、保持開放。

開放資料庫授權（英語：Open Database License，簡稱ODbL）是一份Copyleft（「相同方式共享」）的授權條款，其旨在讓使用者可以自由地分享、修改與使用数据库的同時也為其他人保留這份自由。
ODbL由Open Data Commons發佈，其為開放知識基金會的一部份。
建立ODbL的目的是為了讓使用可以自由地分享他們的資料而不必擔心與版權或所有權相關的問題。它讓使用者可以自由地使用資料庫中的資料而不用擔心建立者會主張版權問題，並可以加入新的資料或在其他資料庫中使用。這份授權條款釐清了資料庫使用者的權利，以及標示資料貢獻的正確程序，還有如何對資料進行變更或改進，從而簡化了資料的分享與比較。總而言之，在使用開放資料庫授權時，使用者不需要再擔心違反版權法或是資料被盜取的後果。

## 擁有的自由
- 分享：複製、散佈與使用資料庫。
- 創造：從資料庫產生作品。
- 修改：變更、轉換與建立資料庫。

## 條件
- 標示：您必須在資料庫的任何公開使用或是自資料庫產生的作品中以ODbL中指定的方式進行標示。對於資料庫的任何使用或轉散佈，或是自該資料庫產生的做品，您都必須向其他人標明資料庫的授權條款，並保留原始資料庫的任何注意事項。
- 以相同方式分享：若您公開使用任何使用ODbL的資料庫之改編版本，或是從改編過的資料庫產生作品，您也必須以ODbL的方式提供改編過的資料庫。
- 保持開放：若您轉散佈資料庫，或是其改編版本，那麼您可以使用限制作品使用方式的技術（如DRM），但您必須同時轉散佈沒有這類限制的版本。

## 值得注意的使用者
開放街圖 (OSM)專案在2012年9月時完成從创作共用變更為ODbL的轉換，試圖獲得更多法律保障與更明確的對資料庫而非對創意作品的授權條款。
其他使用ODbL的專案還包含了OpenCorporates、Open Food Facts與Paris OpenData。

## 外部連結
- Open Data Commons，開放資料庫授權 （页面存档备份，存于）
- ODbL的俄文翻譯